# Wohnhaus Himmelreich 29

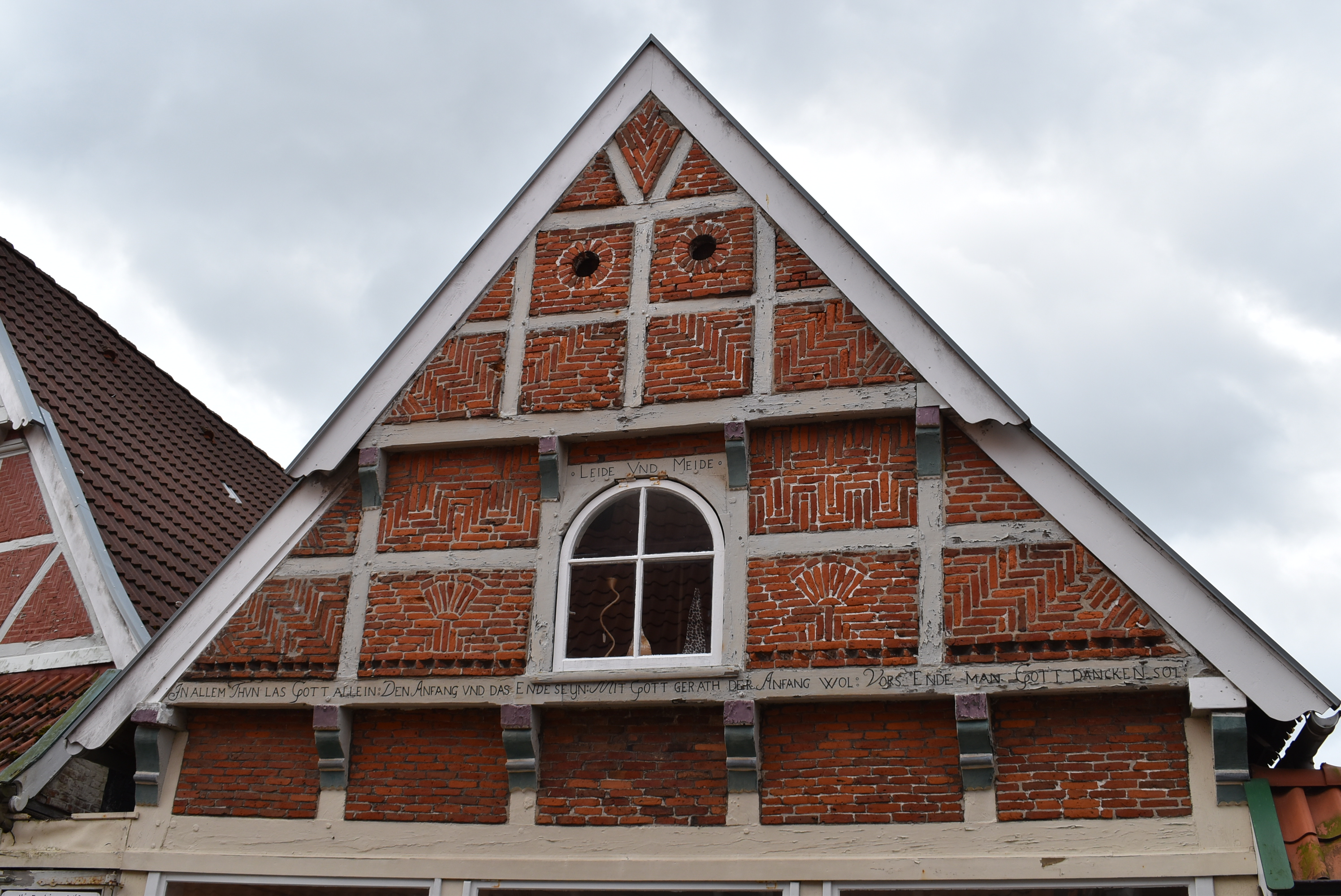
Ansicht des Nordgiebels (2021)

Das Wohnhaus Himmelreich 29, eine ehemalige Scheune, in der niedersächsischen Samtgemeinde Land Hadeln, Gemeinde Otterndorf, im Landkreis Cuxhaven, stammt vom 17. Jahrhundert. Aktuell (2024) wird es als Wohn- und Geschäftshaus genutzt.
Das Gebäude steht unter Denkmalschutz (siehe auch Liste der Baudenkmale in Otterndorf).

## Geschichte und Beschreibung
Otterndorf war der Hauptort des Landes Hadeln. 1400 erhielt er von Herzog Erich von Sachsen-Lauenburg das Stadtrecht. Die ehemalige Wurtsiedlung Otterndorf liegt um die Kirche herum an den Straßen Johann-Heinrich-Voß-Straße und Himmelreich. Sie besteht als Siedlungskern bereits seit dem Mittelalter. Ihre zumeist Fachwerkbauten aus dem 17. und 18. Jahrhundert sind in der Regel giebelständig und damit größtenteils zum ehemaligen Kirchhof ausgerichtet. Zur Wurtsiedlung gehören auch die Alte Lateinschule Otterndorf und das ehemalige Pfarrhaus der Severikirche. Der Ort war lange Zeit ein wichtiger Umschlagplatz in Norddeutschland.
Das eingeschossige giebelständige Gebäude in Fachwerk mit Steinausfachungen und Hochrähmkonstruktion mit durchgezapften Ankerbalken sowie mit ziegelgedecktem Satteldach wurde im 17. Jahrhundert als Scheune gebaut. Im zweifach auf profilierten Knaggen vorkragendem Giebeldreieck sind zwei sogenannte Hexenbesen im Mauerwerk. Sie sollten schützen vor „Donner, Unheil, Hexen und bösen Geistern, Gewitter und Sturm und sonstigem Ungemach“. Im Ort ist dieses Symbol häufig anzufinden. Das Haus wurde zum Wohnhaus mit Laden umgebaut. Es steht im Verbund mit der Nr. 25 und der Nr. 27. In dem Haus wohnte ab 1851 der Stader Arzt, Sanitätsrat und Landphysikus Carl Gottlieb Julius Freudentheil (1828–1892).
Der denkmalgeschützte Straßenraum mit Straßenpflasterung ist ein Bestandteil der Wurtsiedlung.
Das Landesdenkmalamt befand u. a.: „… Teil der Wurtsiedlung …“